# Cristóbal de Olid
Cristóbal de Olid (ur. 1487 w Saragossie, zm. 1523) – hiszpański oficer Hernánda Cortésa.
Cristóbal de Olid jako oficer konkwistadora miał za zadanie podporządkować władzy Corteza Honduras. Na czele pięciu karawel wyruszył wypełnić misję. Wszedł w porozumienie z innym hiszpańskim konkwistadorem, późniejszym gubernatorem Kuby, Diego Velázquez de Cuéllar, a tym samym zdradził Corteza. Honduras podbijał dla siebie. Cortez wysłał za nim ekspedycje karną, pod dowództwem Francisca de Las Casasa. Karawele spotkały się w pobliżu Vera Cruz i po krótkiej bitwie, Las Casas musiał się wycofać. Chcąc poczekać na oddalenie się wojska Olida, postanowił zakotwiczyć na otwartym morzu i rano zawinąć do zatoki. W nocy rozszalał się sztorm, przez który statki zostały zepchnięte na ląd, a załogi wpadły w ręce żołnierzy Olida i przeszły na jego stronę. Francisca de Las Casasa w obliczu takiej sytuacji związał się z Gilem Gonzalesem de Avilla, również pretendentem do ziem Hondurasu i razem aresztowali Cristóbala de Olida.
Istnieją różne przekazy dotyczące jego śmierci. Według jednego źródła został ścięty jak buntownik. Według hiszpańskiego historyka Antonio de Herrera y Tordesillas Olida został zgładzony przez własnych żołnierzy.